# Hits (альбом Pulp)
Hits — сборник главных хитов британской рок-группы Pulp, вышел в ноябре 2002 года. В диск вошли песни, изданные на синглах, начиная с ранних 90-х.

## Об альбоме
"Mis-Shapes" с альбома Different Class - единственный, не включённый в компиляцию сингл. 
Hits также был издан на DVD под таким же названием, и включает все клипы группы за период 1992-2002.

## Список композиций CD
1. "Babies"
2. "Razzmatazz"
3. "Lipgloss"
4. "Do You Remember The First Time?"
5. "Common People"
6. "Underwear" (только в британской версии)
7. "Sorted for E's & Wizz"
8. "Disco 2000"
9. "Something Changed"
10. "Help The Aged"
11. "This Is Hardcore"
12. "A Little Soul"
13. "Party Hard"
14. "Trees"
15. "Bad Cover Version"
16. "Sunrise"
17. "Last Day of the Miners' Strike" (ранее неиздана)

- "Babies" и "Razzmatazz" были также включены в сборник би-сайдов Intro.
- "Lipgloss" и "Do You Remember the First Time?" с альбома His 'n' Hers (1994).
- 5-9 песни с альбома Different Class (1995). "Underwear" появилась только на оригинальном издании.
- 10-13 песни с альбома This Is Hardcore (1998).
- 14-16 песни с их последнего студийного альбома, We Love Life (2001).
- "Last Day of the Miners' Strike" записана в сентябре 2002 и ранее не издавалась и не исполнялась на концертах.

## Список композиций DVD
1. «Babies» (оригинальная версия)
2. «Razzmatazz»
3. «Lipgloss»
4. «Do You Remember The First Time?»
5. «Babies» (версия 1994 года)
6. «Common People»
7. «Sorted for E's & Wizz»
8. «Mis-Shapes»
9. «Disco 2000»
10. «Something Changed»
11. «Help The Aged»
12. «This Is Hardcore»
13. «A Little Soul»
14. «Party Hard»
15. «The Trees»
16. «Bad Cover Version»